# Elisha Gray
Elisha Gray (2 de agosto de 1835 - 21 de janeiro de 1901) foi um engenheiro eletricista estadunidense que co-fundou a Western Electric Manufacturing Company. Gray é mais conhecido pelo desenvolvimento de um protótipo de telefone em 1876 em Highland Park, Illinois e é considerado por alguns autores  como sendo o verdadeiro inventor do telefone de resistência variável, apesar de perder para Alexander Graham Bell a patente do telefone.
Gray é também considerado o "pai" dos modernos sintetizadores de música,  e obteve mais de 70 patentes de suas invenções.